# Clásica de Almería 2015
La XXX edición de la Clásica de Almería se disputó el domingo 15 de febrero de 2015, por un circuito por la provincia de Almería sobre un trazado de 190 km.
La prueba perteneció al UCI Europe Tour 2013-2014 de los Circuitos Continentales UCI, dentro de la categoría 1.1. Para no coincidir con otras pruebas adelantó sus fechas lo que provocó una mejor participación.
El ganador final fue Mark Cavendish tras ganar en el sprint a Juan José Lobato y Mark Renshaw, respectivamente.
En las clasificaciones secundarias se impusieron Romain Bardet (montaña), Romain Sicard (metas volantes) e IAM (equipos).

## Equipos participantes
Tomaron parte en la carrera 19 equipos. 7 de categoría UCI ProTeam; 10 de categoría Profesional Continental; y los dos españoles de categoría Continental. Formando así un pelotón de 138 ciclistas, con 7 cocrredores por equipo, de los que acabaron 123. Los equipos participantes fueron:
| Equipo                        | Cód. UCI | Categoría               |
| ----------------------------- | -------- | ----------------------- |
| Movistar Team                 | MOV      | UCI ProTeam             |
| Cofidis, Solutions Crédits    | COF      | Profesional Continental |
| Caja Rural-Seguros RGA        | CJR      | Profesional Continental |
| CCC Sprandi Polkowice         | CCC      | Profesional Continental |
| Team Katusha                  | KAT      | UCI ProTeam             |
| Ag2r La Mondiale              | ALM      | UCI ProTeam             |
| MTN Qhubeka                   | MTN      | Profesional Continental |
| Trek Factory Racing           | TFR      | UCI ProTeam             |
| Etixx-Quick Step              | EQS      | UCI ProTeam             |
| Team Europcar                 | EUC      | Profesional Continental |
| Burgos-BH                     | BUR      | Continental             |
| Topsport Vlaanderen-Baloise   | TSV      | Profesional Continental |
| Androni Giocattoli-Venezuela  | AND      | Profesional Continental |
| RusVelo                       | RVL      | Profesional Continental |
| Astana Pro Team               | AST      | UCI ProTeam             |
| IAM Cycling                   | IAM      | UCI ProTeam             |
| Murias Taldea                 | MUR      | Continental             |
| UnitedHealthcare Professional | UHC      | Profesional Continental |
| FDJ                           | FDJ      | UCI ProTeam             |

## Clasificación final
La clasificación final de la carrera fue:
| \| Posición \| Ciclista \| Equipo \| Tiempo \| \| -------- \| ---------------- \| ---------------------------- \| --------------- \| \| 1.º \| Mark Cavendish \| Etixx-Quick Step \| 4 h 36 min 19 s \| \| 2.º \| Juan José Lobato \| Movistar \| m.t. \| \| 3.º \| Mark Renshaw \| Etixx-Quick Step \| m.t. \| \| 4.º \| Valerio Agnoli \| Astana \| m.t. \| \| 5.º \| Edward Theuns \| Topsport Vlaanderen-Baloise \| m.t. \| \| 6.º \| Alexander Porsev \| Katusha \| m.t. \| \| 7.º \| Lloyd Mondory \| AG2R La Mondiale \| m.t. \| \| 8.º \| Grega Bole \| CCC Sprandi Polkowice \| m.t. \| \| 9.º \| Oscar Gatto \| Androni Giocattoli-Venezuela \| m.t. \| \| 10.º \| Rüdiger Selig \| Katusha \| m.t. \| |                  |                              |                 |
| Posición | Ciclista         | Equipo                       | Tiempo          |
| 1.º | Mark Cavendish   | Etixx-Quick Step             | 4 h 36 min 19 s |
| 2.º | Juan José Lobato | Movistar                     | m.t.            |
| 3.º | Mark Renshaw     | Etixx-Quick Step             | m.t.            |
| 4.º | Valerio Agnoli   | Astana                       | m.t.            |
| 5.º | Edward Theuns    | Topsport Vlaanderen-Baloise  | m.t.            |
| 6.º | Alexander Porsev | Katusha                      | m.t.            |
| 7.º | Lloyd Mondory    | AG2R La Mondiale             | m.t.            |
| 8.º | Grega Bole       | CCC Sprandi Polkowice        | m.t.            |
| 9.º | Oscar Gatto      | Androni Giocattoli-Venezuela | m.t.            |
| 10.º | Rüdiger Selig    | Katusha                      | m.t.            |

## UCI Europe Tour
La Clásica de Almería otorga puntos para el UCI Europe Tour 2015, solamente para corredores de equipos Profesional Continental y Equipos Continentales. La siguiente tabla corresponde al baremo de puntuación:
| Posición   | 1.º | 2.º | 3.º | 4.º | 5.º | 6.º | 7.º | 8.º | 9.º | 10.º | 11.º | 12.º |
| Puntuación | 80  | 56  | 32  | 24  | 20  | 16  | 12  | 8   | 7   | 6    | 5    | 3    |

| Ciclista        | Equipo                       | Puntos |
| --------------- | ---------------------------- | ------ |
| Edward Theuns   | Topsport Vlaanderen-Baloise  | 20     |
| Grega Bole      | CCC Sprandi Polkowice        | 8      |
| Oscar Gatto     | Androni Giocattoli-Venezuela | 7      |
| Maciej Paterski | CCC Sprandi Polkowice        | 5      |